# Đại Lịch
Đại Lịch là một xã thuộc huyện Văn Chấn, tỉnh Yên Bái, Việt Nam.
Xã Đại Lịch có diện tích 43,43 km², dân số năm 2019 là 3.953 người, mật độ dân số đạt 91 người/km².